# Disperis kamerunensis
Disperis kamerunensis är en orkidéart som beskrevs av Rudolf Schlechter. Disperis kamerunensis ingår i släktet Disperis och familjen orkidéer. IUCN kategoriserar arten globalt som starkt hotad. Inga underarter finns listade i Catalogue of Life.